# Zoie Ghika, prinsessa av Moldau och Valakiet
Zoie Ghika (död omkr. 1830), prinsessa av Moldau och Valakiet, g.m. markis Maruzzi är en oljemålning av den svenske konstnären Alexander Roslin. Den målades 1777 och ingår sedan 1992 i Nationalmuseums samlingar i Stockholm.
Som den utförliga titeln anger är tavlan ett porträtt av den moldaviska prinsessan Zoie Ghika. Hon är gestaltad på ett sätt som skiljer sig från de flesta av Roslins övriga porträtt. Prinsessan bär inte peruk utan har håret uppsatt. Hon har moldavisk dräkt – en turbanliknande huvudbonad dekorerad med rosor, vit sidenklänning med silverband och spetskanter och en väst i päls. Dräkten är elegant, men talar ändå inte om överflöd.
Ryssland hade intagit Moldavien och Zoie Ghikas far, som var lydfurste blev avrättad. Familjen blev en bricka i det politiska spelet och flyttades till Katarina den storas hov. Kejsarinnan var också den som beställde porträttet. De moldaviska prinsessorna blev ett exotiskt inslag vid det ryska hovet. De blev samtidigt en symbol för det ryska imperiets geografiska utsträckning, långt ner mot Svarta havet. 1775 kom Alexander Roslin till Ryssland för att ta upp porträttbeställningar av det ryska hovet. Konstnären stannade i ungefär två år och fick 75 beställningar. Många av de beställda porträtten fick slutföras efter återkomsten till Paris. Porträttet av Zoie Ghika var ett av de sista Roslin målade innan han återvände till sin hemstad Paris. Det brukar lyftas fram som ett bevis för att kvalitén på hans målningar inte blev sämre även om han var överhopad av arbete och beställningar.